# Ярошенко Олег Андрійович
Олег Андрійович Ярошенко (нар. 11 липня 1943) — радянський футболіст, воротар. Виступав у клубах Другої ліги чемпіонату СРСР

## Кар'єра гравця
Олег Ярошенко народився 11 липня 1943 року. В 1963 році виступав у складі аматорського «Авангарду» (Сміла). Загалом переважну більшість кар'єри гравця Олег Андрійович провів у нижчих лігах чемпіонату СРСР. У 1966—67 роках він виступав у складі севастопольського «СКЧФ». У 1968 році Олег Ярошенко перейшов до олександрійського «Шахтаря». У складі олександрійських гірників Олег Андрійович відіграв 36 матчів та став ключовим гравцем команди. Але в 1969 році він переходить до Черкас, де продовжує свої виступи у місцевому «Дніпрі». Того року Ярошенко відіграв 18 поєдинків, в яких пропустив 19 м'ячів. Вдалі виступи гравця у складі черкащан привернули увагу калінінградської «Балтики», до складу якої Олег Андрійович перейшов у 1970 році. За команду з Калінінграду Ярошенко виступав з 1970 по 1972 років. За цей час у складі «Балтики» він відіграв 78 матчів.